# Azovka (Kurszki terület)
Azovka (cirill betűkkel Азовка) falu Oroszországban, a Kurszki terület Szovjetszkiji járásában. A Leninszkij falutanács tagja.

## Földrajz
A falu a Kurszki terület keleti részén, az erdő-sztyepp zónában, a Közép-Orosz-hátság déli lejtőjén, a Perevolocsnaja folyó (a Kseny mellékfolyója) partján található. Körülbelül 16 kilométerre nyugatra fekszik Ksenszkij városi jellegű településétől, a közigazgatási központ kerületétől. Az abszolút magasság 209 méter tengerszint feletti magasságban.

### Éghajlat
Az éghajlat mérsékelten kontinentális, mérsékelten hideg telekkel és meleg nyarakkal. A levegő abszolút minimum hőmérséklete a leghidegebb hónapban (januárban) –37 °C; a legmelegebb hónap (július) abszolút maximuma 40 °C. Az átlagos évi csapadékmennyiség 582 mm. Legtöbbjük (460 mm) a meleg időszakra esik. A hótakaró évente átlagosan 130-145 napig tart.

## Népesség
A falu népessége a 2010-es népszámláláson 3 fő volt.